# 膽絞痛
胆绞痛是指由于胆结石暂时堵塞胆囊管導致人體腹部右上方產生劇烈疼痛。疼痛通常持续15分钟到几个小时。膽絞痛容易发生在进餐后或在夜间。有些人膽絞痛會反复发作。
在发达国家，有10％到15％的成年人患有胆结石。在胆结石患者中，每年有1-4%的人會发生胆绞痛。近30%的人在胆结石发作后的一年内会出现与胆结石有关的疾病。大约15%的胆绞痛患者如果不及時治疗，最终会发展成膽囊炎以及與之相關的并发症，例如胰腺炎。